# クリスタルキング (アルバム)
『クリスタルキング』（英語: CRYSTAL KING）は、日本のロックバンドであるクリスタルキングの1枚目のオリジナル・アルバム。1980年5月5日にキャニオン・レコードのAARD-VARKレーベルからリリースされた。

## 音楽性
メンバーによるオリジナル曲が大半を占めているが、久世光彦（小谷夏名義）、星勝、天野滋、安部恭弘による楽曲提供も受けている。
1曲目「A BEGINNING」（Instrumental）と2曲目「大都会」と、10曲目「Good bye」と11曲目「AN END」（Instrumental）は、それぞれ繋ぎの部分がクロスフェード処理されている。

## リリース
1980年5月5日にキャニオン・レコードのAARD-VARKレーベルからLPのみでリリースされた。
1994年11月18日にポニーキャニオンのAARD-VARKレーベルから初CD化され、2001年12月19日にヤマハミュージックコミュニケーションズから再リリースされた。
2008年12月17日にビクターエンタテインメントからCDのみ再リリースされ、ボーナス・トラックとして、2ndシングルの「蜃気楼」とカップリング曲の「朝焼けの街角」、3rdシングルの「処女航海」とカップリング曲の「Carry On」の4曲が収録されている。
2017年5月3日にヤマハミュージックコミュニケーションズから「ポプコン・アーティスト1stアルバムシリーズ」のひとつとして、Blu-spec CD2で再リリースされた。

## 批評
| 専門評論家によるレビュー | 専門評論家によるレビュー |
| レビュー・スコア         | レビュー・スコア         |
| 出典                     | 評価                     |
| ------------------------ | ------------------------ |
| CDジャーナル             | 肯定的                   |

CDジャーナルは、田中昌之の歌唱力に関して「懐かしくともカラオケするには相当の勇気と自信がいる? 男性とはにわかに信じられないほど高いのに力強く、でも繊細でのびやかな声が強烈な印象だった」と肯定的な評価を下している。

## 収録曲

### LP
| #         | タイトル           | 作詞                             | 作曲       | 編曲                        | 時間  |
| --------- | ------------------ | -------------------------------- | ---------- | --------------------------- | ----- |
| 1.        | 「A BEGINNING」    |                                  | 川上了     | 川上了 & クリスタルキング   | 2:20  |
| 2.        | 「大都会」         | 田中昌之・山下三智夫・友永ゆかり | 山下三智夫 | 船山基紀 & クリスタルキング | 4:54  |
| 3.        | 「初夏の忘れもの」 | 今給黎博美・江尻博               | 今給黎博美 | 川上了 & クリスタルキング   | 4:06  |
| 4.        | 「何処へ」         | 小谷夏                           | 星勝       | 川上了 & クリスタルキング   | 3:49  |
| 5.        | 「サマーシェイド」 | 金子裕則                         | 金子裕則   | 川上了 & クリスタルキング   | 3:19  |
| 合計時間: | 合計時間:          | 合計時間:                        | 合計時間:  | 合計時間:                   | 18:28 |

| #         | タイトル           | 作詞               | 作曲               | 編曲                        | 時間  |
| --------- | ------------------ | ------------------ | ------------------ | --------------------------- | ----- |
| 1.        | 「ライジングサン」 | 江尻博・今給黎博美 | 江尻博・今給黎博美 | 川上了 & クリスタルキング   | 3:32  |
| 2.        | 「時流」           | 阿里そのみ         | 安部恭弘           | 船山基紀 & クリスタルキング | 4:54  |
| 3.        | 「センチメンタル」 | 天野滋             | 今給黎博美         | 川上了 & クリスタルキング   | 4:27  |
| 4.        | 「口ぐせ」         | 中村公晴           | 山下三智夫         | 川上了 & クリスタルキング   | 1:53  |
| 5.        | 「Good bye」       | 阿里そのみ         | 永田隆志           | 川上了 & クリスタルキング   | 4:34  |
| 6.        | 「AN END」         |                    | 川上了             | 川上了 & クリスタルキング   | 3:18  |
| 合計時間: | 合計時間:          | 合計時間:          | 合計時間:          | 合計時間:                   | 22:38 |

### CD（1994年盤、2001年盤）, Blu-spec CD2
| #         | タイトル           | 作詞                             | 作曲               | 編曲                        | 時間  |
| --------- | ------------------ | -------------------------------- | ------------------ | --------------------------- | ----- |
| 1.        | 「A BEGINNING」    |                                  | 川上了             | 川上了 & クリスタルキング   | 2:20  |
| 2.        | 「大都会」         | 田中昌之・山下三智夫・友永ゆかり | 山下三智夫         | 船山基紀 & クリスタルキング | 4:54  |
| 3.        | 「初夏の忘れもの」 | 今給黎博美・江尻博               | 今給黎博美         | 川上了 & クリスタルキング   | 4:06  |
| 4.        | 「何処へ」         | 小谷夏                           | 星勝               | 川上了 & クリスタルキング   | 3:49  |
| 5.        | 「サマーシェイド」 | 金子裕則                         | 金子裕則           | 川上了 & クリスタルキング   | 3:19  |
| 6.        | 「ライジングサン」 | 江尻博・今給黎博美               | 江尻博・今給黎博美 | 川上了 & クリスタルキング   | 3:32  |
| 7.        | 「時流」           | 阿里そのみ                       | 安部恭弘           | 船山基紀 & クリスタルキング | 4:54  |
| 8.        | 「センチメンタル」 | 天野滋                           | 今給黎博美         | 川上了 & クリスタルキング   | 4:27  |
| 9.        | 「口ぐせ」         | 中村公晴                         | 山下三智夫         | 川上了 & クリスタルキング   | 1:53  |
| 10.       | 「Good bye」       | 阿里そのみ                       | 永田隆志           | 川上了 & クリスタルキング   | 4:34  |
| 11.       | 「AN END」         |                                  | 川上了             | 川上了 & クリスタルキング   | 3:18  |
| 合計時間: | 合計時間:          | 合計時間:                        | 合計時間:          | 合計時間:                   | 41:06 |

### CD（2008年盤）
| #         | タイトル                             | 作詞                             | 作曲               | 編曲                        | 時間  |
| --------- | ------------------------------------ | -------------------------------- | ------------------ | --------------------------- | ----- |
| 1.        | 「A BEGINNING」                      |                                  | 川上了             | 川上了 & クリスタルキング   | 2:20  |
| 2.        | 「大都会」                           | 田中昌之・山下三智夫・友永ゆかり | 山下三智夫         | 船山基紀 & クリスタルキング | 4:54  |
| 3.        | 「初夏の忘れもの」                   | 今給黎博美・江尻博               | 今給黎博美         | 川上了 & クリスタルキング   | 4:06  |
| 4.        | 「何処へ」                           | 小谷夏                           | 星勝               | 川上了 & クリスタルキング   | 3:49  |
| 5.        | 「サマーシェイド」                   | 金子裕則                         | 金子裕則           | 川上了 & クリスタルキング   | 3:19  |
| 6.        | 「ライジングサン」                   | 江尻博・今給黎博美               | 江尻博・今給黎博美 | 川上了 & クリスタルキング   | 3:32  |
| 7.        | 「時流」                             | 阿里そのみ                       | 安部恭弘           | 船山基紀 & クリスタルキング | 4:54  |
| 8.        | 「センチメンタル」                   | 天野滋                           | 今給黎博美         | 川上了 & クリスタルキング   | 4:27  |
| 9.        | 「口ぐせ」                           | 中村公晴                         | 山下三智夫         | 川上了 & クリスタルキング   | 1:53  |
| 10.       | 「Good bye」                         | 阿里そのみ                       | 永田隆志           | 川上了 & クリスタルキング   | 4:34  |
| 11.       | 「AN END」                           |                                  | 川上了             | 川上了 & クリスタルキング   | 3:18  |
| 12.       | 「蜃気楼」(ボーナス・トラック)       | 天野滋                           | 山下三智夫         | 川上了                      | 3:58  |
| 13.       | 「朝焼けの街角」(ボーナス・トラック) | 阿里そのみ                       | 安部恭弘           | クリスタルキング            | 4:10  |
| 14.       | 「処女航海」(ボーナス・トラック)     | 天野滋                           | 山下三智夫         | クリスタルキング & 大村雅朗 | 3:30  |
| 15.       | 「Carry On」(ボーナス・トラック)     | 天野滋                           | 今給黎博美         | クリスタルキング & 大村雅朗 | 3:12  |
| 合計時間: | 合計時間:                            | 合計時間:                        | 合計時間:          | 合計時間:                   | 55:56 |

## 参加ミュージシャン
C.KING
- 吉崎勝正 - ボーカル
- 田中昌之 - ボーカル、ブルースハープ
- 山下三智夫 - エレクトリック・ギター、アコースティック・ギター
- 中村公晴 - キーボード、バックグラウンドボーカル（#2,#4）
- 今給黎博美 - キーボード、アコースティック・ギター（#8）
- 金福健 - ドラムス、バックグラウンドボーカル（#4）
- 野元英俊 - ベース

MUSICIANS
- 数原晋 - トランペット（#2,#4）
- 新井英治 - トロンボーン（#2）
- 鳴海寛 - アコースティック・ギター（#4,#5,#6）
- 斉藤ノブ - パーカッション（#3）
- parachute - バックグラウンドボーカル（#1,#8）
- 松武秀樹 - シンセサイザー・プログラミング
- OÑO Strings - ストリングス

## リリース日一覧
| No. | リリース日     | レーベル                               | 規格         | 規格品番   | 備考 |
| --- | -------------- | -------------------------------------- | ------------ | ---------- | --- |
| 1   | 1980年5月5日   | キャニオン・レコード / AARD-VARK       | LP           | C25A-0092  | |
| 2   | 1994年11月18日 | ポニーキャニオン / AARD-VARK           | CD           | PCCA-00664 | - 再リリース盤 - CD選書 |
| 3   | 2001年12月19日 | ヤマハミュージックコミュニケーションズ | CD           | YCCU-00008 | - 再リリース盤 - ファーストアルバムシリーズ                                                                                             |
| 4   | 2008年12月17日 | ビクターエンタテインメント             | CD           | VICL-63173 | - 再リリース盤 - 紙ジャケット仕様 - ボーナス・トラックとして、「蜃気楼」「朝焼けの街角」「処女航海」「Carry On」の4曲が収録されている。 |
| 5   | 2017年5月3日   | ヤマハミュージックコミュニケーションズ | Blu-spec CD2 | YCCU-10047 | - 再リリース盤 - ポプコン・アーティスト1stアルバムシリーズ                                                                              |